# Дмоховський Степан
Дмоховський Степан (1 червня 1875, с. Яксманичі біля Перемишля — 23 грудня 1959, Чикаго, США) — лікар, український громадський діяч в Перемишлі.

## Біографія
Народився 1 червня 1875 в родині о. Теофіля Дмоховського. Родина Дмоховських мала шляхетське походження та належала до гербу Побуг.
Здобув освіту у Кракові та Берліні. У 1906 р. після демобілізації з австрійської армії відкрив клініку у Перемишлі, з 1929 р. — у Львові. У вирі Другої світової війни емігрував спершу у Європу, а потім до Чикаго. Працював в Українському лікарському товаристві.

### Громадська діяльність
Заснувник Українське фотографічне товариство. Очолював український спортивний клуб «Сян».
Заснував товариство «Беркут». Активно працював у «Рідній школі». Член управи Українського інституту для дівчат. Належав до управ «Пласту», «Соколу», «Просвіти». Спряв розвиткові кооперативів та банківської справи у Перемишлі.
Видавав часопис «Сільський Світ». Співавтор і видавець популярної книги «Рік у садку і городі». Співзасновник тижневика «Український Голос» у Перемишлі (1919).
Член «Ради Сеньйорів» у Львові.